# August Msarurgwa
 (août 2020).
August Musarurwa (également connu sous le nom de August Msarurgwa dans les maisons de disques) est un compositeur zimbabwéen de chansons à succès Skokiaan (en) des années 1950.
Le « skokiaan » est une chanson populaire de style big band tsaba-tsaba, qui a succédé au marabi. Skokiaan (Chikokiyana à Shona) fait référence à une boisson alcoolisée fabriquée illégalement, généralement brassée sur une journée, qui peut contenir des ingrédients tels que de la farine de maïs, de l'eau et de la levure, pour accélérer le processus de fermentation,. L'air a également été enregistré comme Sikokiyana, Skokiana et Skokian.

## Biographie
August Musarurwa est né et a grandi dans le district de Zvimba du Mashonaland, une région au nord de ce qui était alors la Rhodésie du Sud. Il a fréquenté l'école primaire Marshall Hartley avant de déménager dans ce qui était alors Salisbury (Harare) pour trouver du travail. Après avoir travaillé comme commis pour une entreprise de tabac, il a rejoint la police sud-africaine britannique à l'âge de 22 ans. Le BSAP l'a employé  comme interprète, mais plus tard, par la suite il a rejoint le groupe de police
Il a quitté le BSAP pour travailler pour la Bulawayo Cold Storage Commission, dans l'enceinte de l'entreprise. En tant que leader de l'African Dance Band de la Cold Storage Commission of Southern Rhodesia, Musarurwa a enregistré Skokiaan comme instrument en 1947. Une deuxième version de la chanson a été publiée aux États-Unis par London Records en 1954 sous le nom de Bulawayo Sweet Rhythms.
Louis Armstrong a rencontré Musarurwa en novembre 1960 lors de sa tournée africaine, il lui aurait offert une veste et l'a invité à visiter les États-Unis. L'offre fut déclinée à la suite du décès en 1962 de Tandiwe[réf. nécessaire].

## Décès
August Musarurwa est décédé en 1968 et il est enterré dans le cimetière familial de son village près de Zvimba. L'inscription sur sa tombe se lit : « Ici git August Machona Musarurwa, grand chanteur et compositeur de musique, de renommée internationale ».